# Bread Cast Upon the Waters
Bread Cast Upon the Waters est un film muet américain réalisé par Thomas H. Ince et sorti en 1913.

## Synopsis
Le colonel Hamilton quitte sa fille Edna et son fils James pour rejoindre les troupes du Sud. Quelque temps plus tard, un escadron nordiste reçoit l'ordre de se dérouter vers la propriété du colonel afin de récupérer des vivres…

## Fiche technique
- Réalisation : Thomas H. Ince
- Date de sortie: 
  - États-Unis : 30 avril 1913

## Distribution
- Charles Ray : Lieutenant Stone
- Hazel Buckham : Edna Hamilton
- Cyril Gardner : James Hamilton
- William Desmond Taylor